# Juarez Sabino
Juarez Sabino é um maratonista brasileiro. Em 1985, foi o primeiro campeão da história da Corrida de Reis, sempre realizada nas cidades de Cuiabá e Várzea Grande no estado de Mato Grosso. Ele é irmão da também maratonista Nadir Sabino.